# Kattenbos (Ursel)
Het Kattenbos met het Zegbroek is een natuurgebied in het Meetjesland in Ursel (Aalter) in de Belgische provincie Oost-Vlaanderen. Het bos ligt in de uitlopers van het grotere bosgebied Drongengoedbos en het Keigatbos. Het bosgebied wordt sinds 2014 beheerd door Natuurpunt. Er komt naast de aangeplante populieren els, es, meidoorn en Gelderse roos voor. In het bos bloeien voorjaarsbloeiers als bosanemoon, slanke sleutelbloem, speenkruid, gele dovenetel, muskuskruid, dotterbloem, pinksterbloem, zenegroen. Rond het Kattenbos liggen natte weiden die omzoomd zijn met knotwilgen. ’s Winters verblijven in die weiden wulp en op doortrek watersnip, regenwulp en grutto. In het Kattenbos is een bewegwijzerd wandelpad aangelegd.

## Afbeeldingen

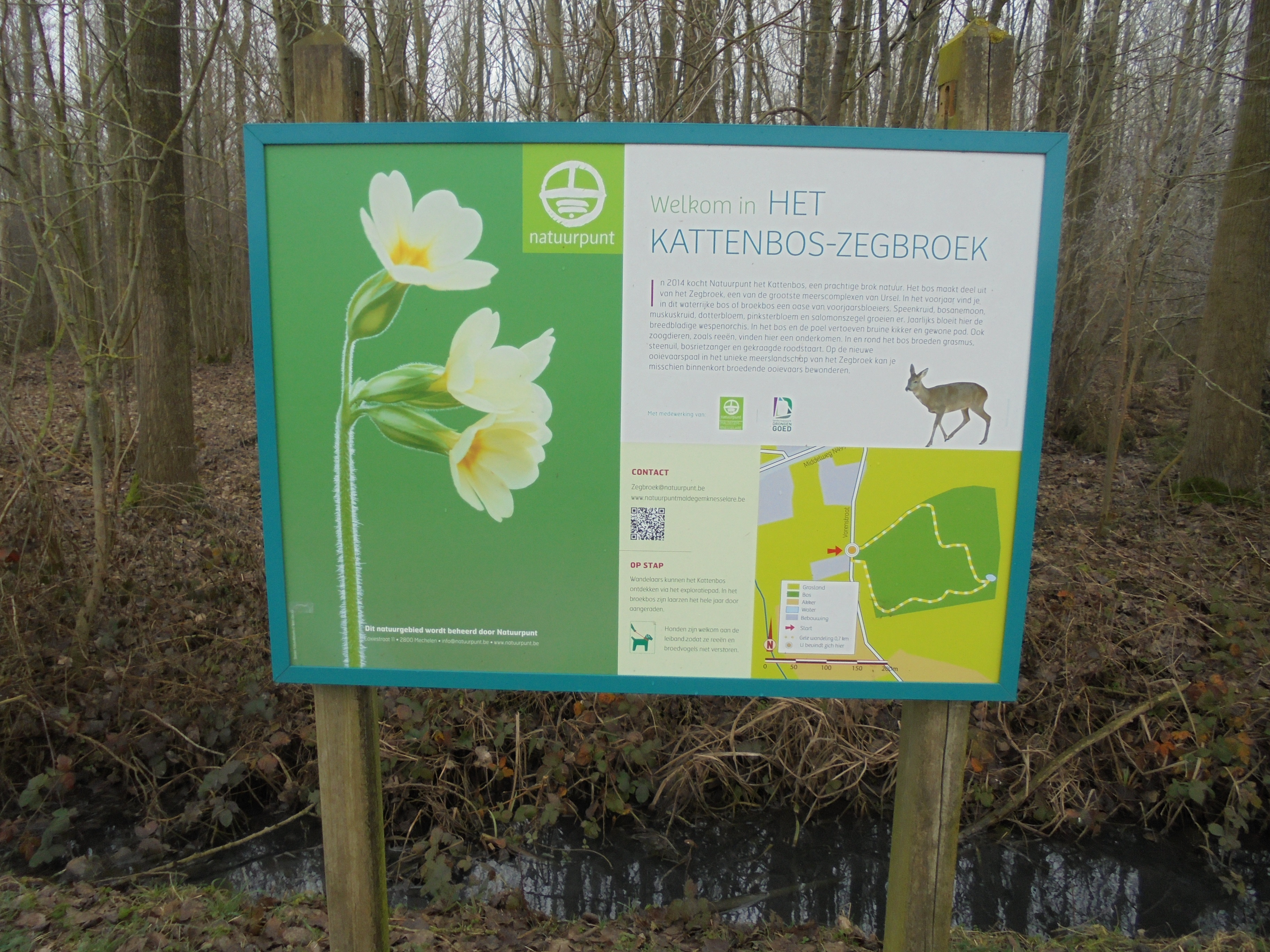
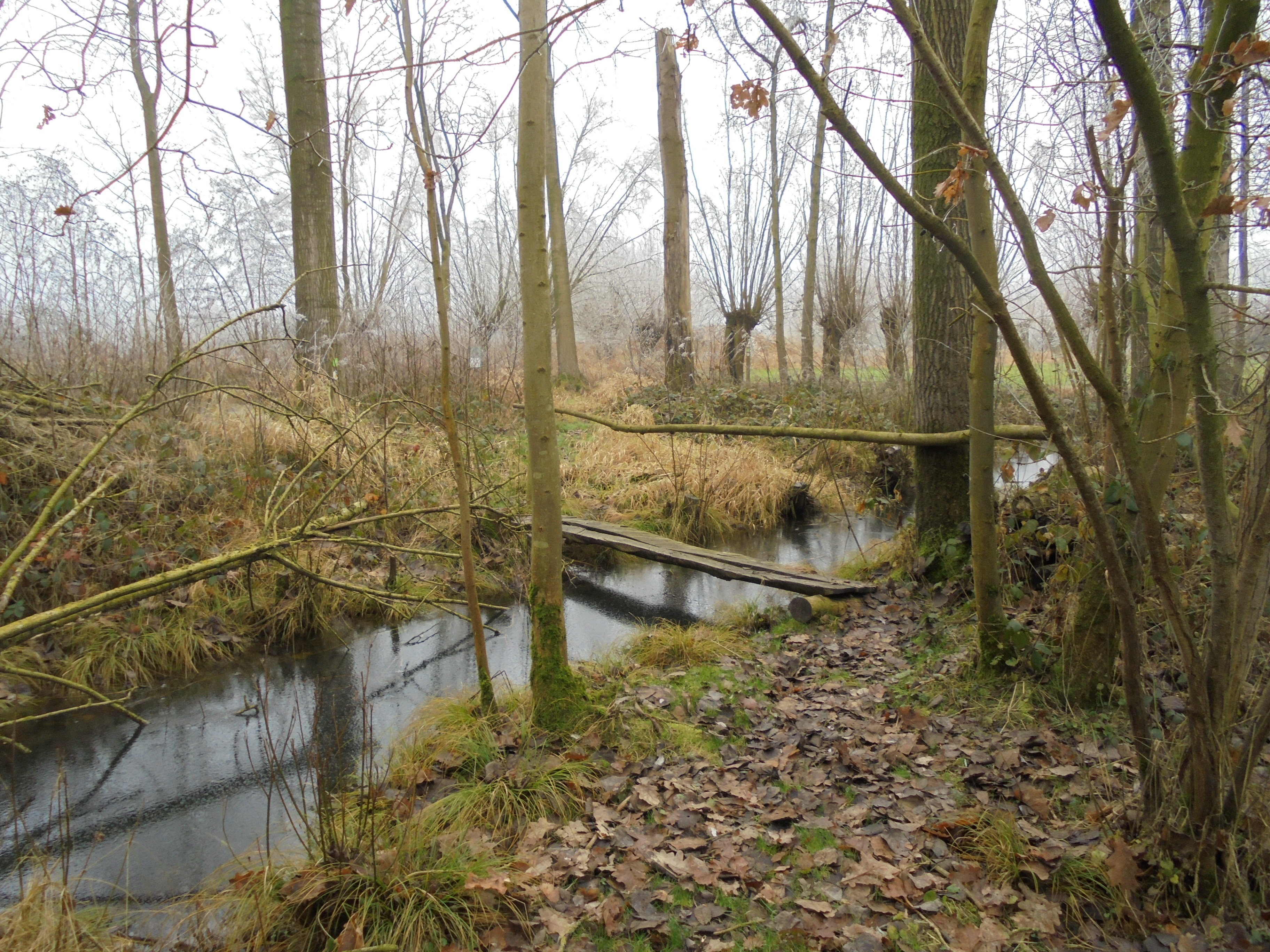
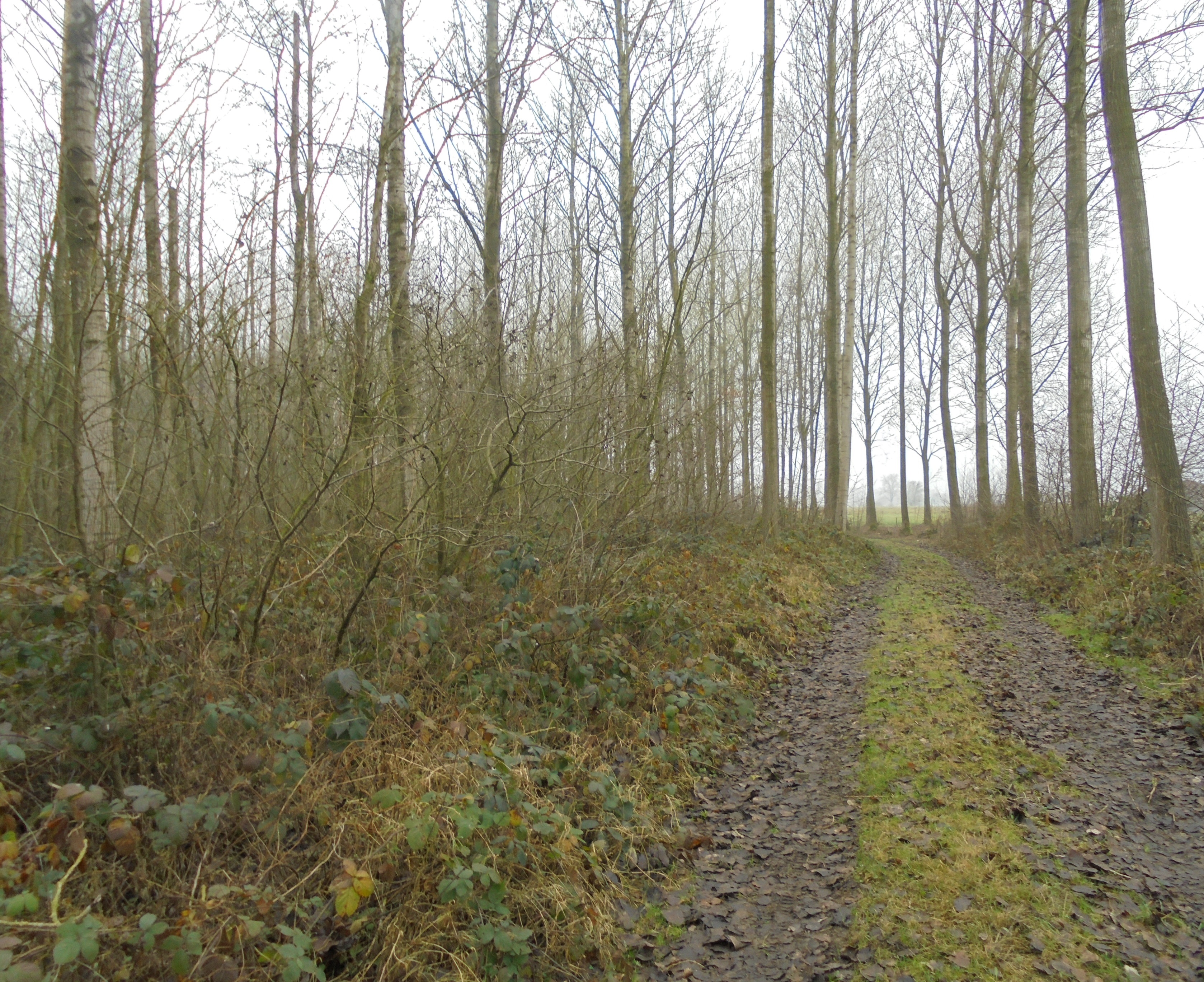